# Stazione di Argine Palasport
Stazione di Argine Palasport vasútállomás Olaszországban, Nápoly településen.

## Vasútvonalak
Az állomást az alábbi vasútvonalak érintik:
- Botteghelle–San Giorgio a Cremano-vasútvonal

## Kapcsolódó állomások
A vasútállomáshoz az alábbi állomások vannak a legközelebb:
- Stazione di Madonnelle
- Stazione di Villa Visconti